# Château-Thébaud

Localització de Château-Thébaud

Château-Thébaud (en bretó Kastell-Tepaod, en gal·ló Chastèu-Tebaud ) és un municipi francès, situat a la regió de país del Loira, al departament de Loira Atlàntic, que històricament ha format part de la Bretanya. L'any 2006 tenia 2.731 habitants. Limita amb els municipis de Vertou, Maisdon-sur-Sèvre, Saint-Fiacre-sur-Maine, Le Bignon, Aigrefeuille-sur-Maine i Montbert.

## Demografia
| 1962                                       | 1968  | 1975  | 1982  | 1990  | 1999  |
| ------------------------------------------ | ----- | ----- | ----- | ----- | ----- |
| 1.293                                      | 1.377 | 1.573 | 2.144 | 2.357 | 2.484 |
| Des de 1962: població sense dobles comptes |       |       |       |       |       |

## Administració
| Període   | Identitat       | Partit |
| --------- | --------------- | ------ |
| 2001-2008 | Gérard Bousseau |        |
| 2008-     | Jean Paul Loyer |        |

## Galeria d'imatges

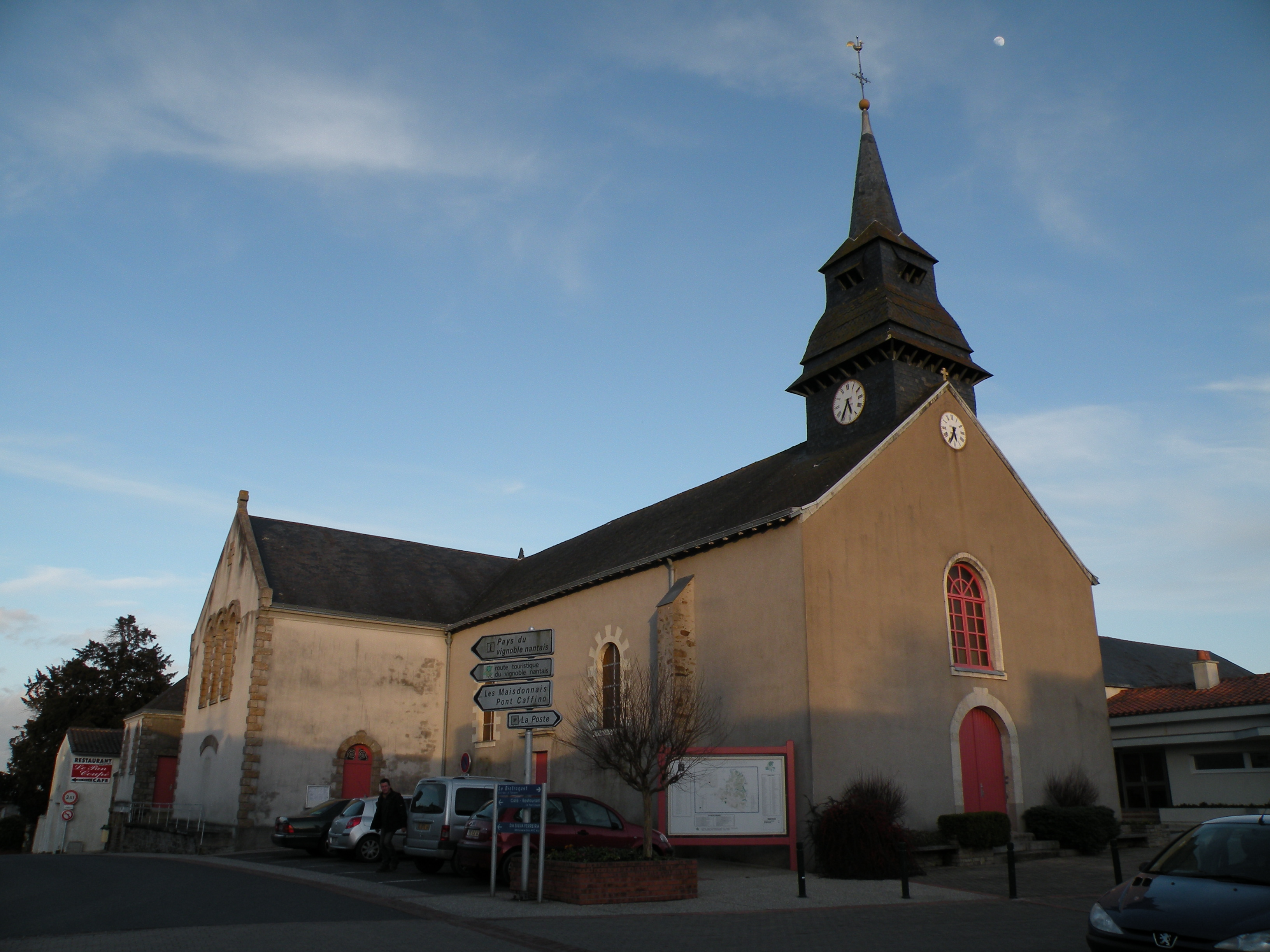
L'església Saint-Martin
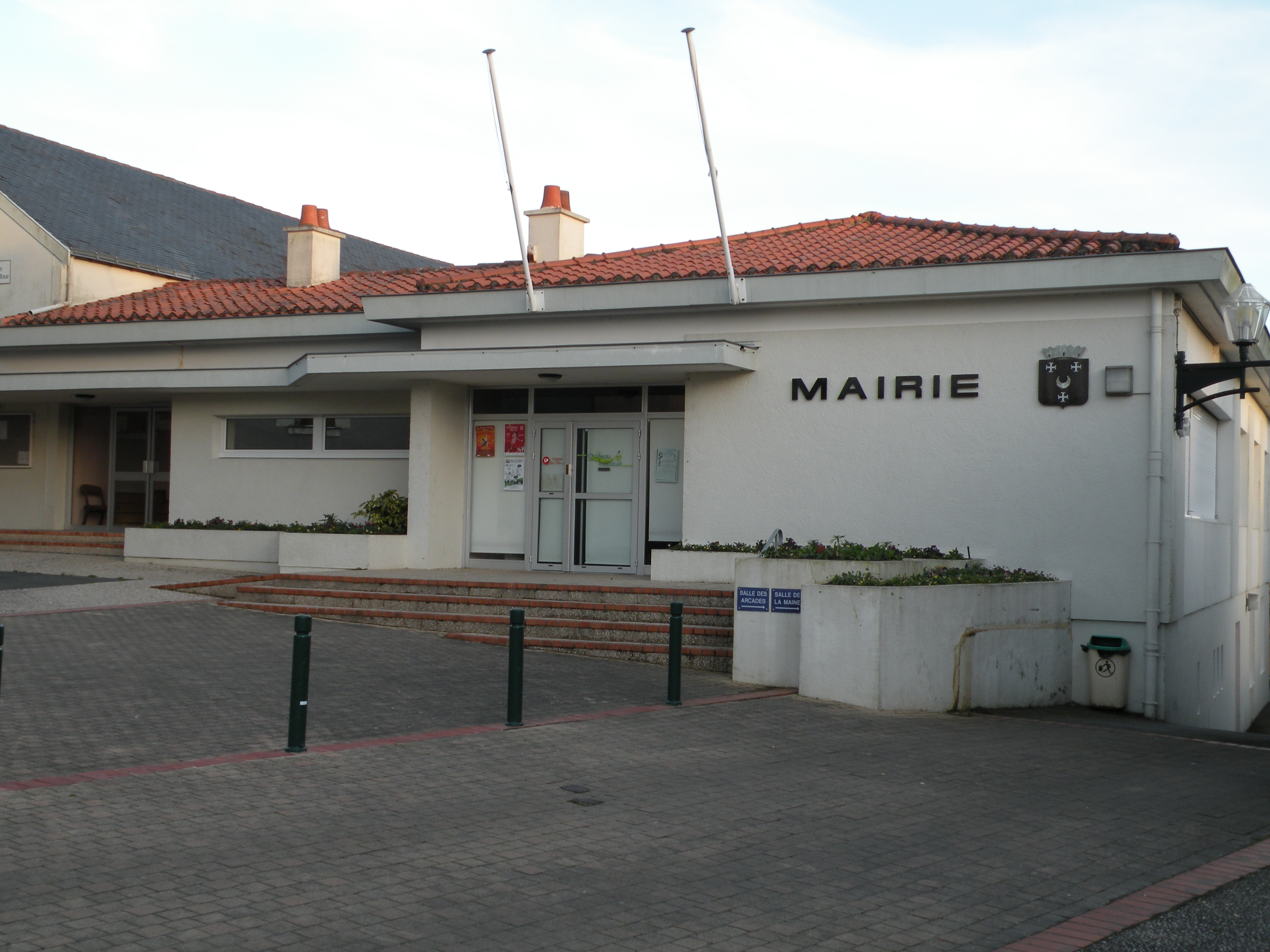
L'alcaldia